# بریتلینگ
بریتلینگ (انگلیسی: Breitling SA) ساعت‌ساز لوکس سوئیسی مستقر در گرنچن سوئیس است. این شرکت در سال ۱۸۸۴ توسط لئون بریتلینگ در سن ایمیر تأسیس شد. بریتلینگ به دلیل کرونومترهای دقیق ساخته شده برای هواپیماها برندی شناخته شده‌است.

در دوران سلطنت محمدرضا شاه پهلوی به فارغ‌التحصیلان خلبانی در هوانیروز، یک عدد ساعت مچی برتلینگ‎ هدیه می‌شد.